# 布塔克爾市政球場
布塔克尔市政球场（西班牙語：Estadio Municipal de Butarque）是一座多用途的体育场，位于西班牙莱加内斯。它目前用于举办足球比赛，是莱加内斯足球俱乐部的主场。

## 历史与特点
体育场的名字来自我们的布塔克夫人（Our Lady of Butarque），这座体育场建于1997年至1998年之间，目的是取代城市中的旧球场，路易斯·罗德里格斯·德·米格尔体育场（Estadio Luis Rodríguez de Miguel）。球场于1998年2月14日举行了开幕式，比赛双方为莱加内斯和施雷兹。
该球场的原有载客量为8138人，在2016年莱加内斯晋级西甲后，球场的座位扩大到10954个，分为四个区。
2016年4月29日，莱加内斯市长建议将球场的座位扩大到12000个，并对体育场进行改善
这座体育场在最近扩建后可容纳12450名观众。
除了足球比赛，该球场还举办过音乐会和节日庆典。